# أولمبيك تشارلروا
نادي ريال أولمبيك تشارلروا مارتشين لكرة القدم (بالفرنسية: Royal Olympic Club de Charleroi-Marchienne)‏ نادي كرة قدم بلجيكي يلعب في دوري الدرجة الثانية. تم تأسيس النادي في سنة 1912.